# Prosevania pilosa
Prosevania pilosa är en stekelart som först beskrevs av Hans Hedicke 1939.  Prosevania pilosa ingår i släktet Prosevania och familjen hungersteklar. Inga underarter finns listade i Catalogue of Life.